# プブリウス・デキウス・ムス (紀元前279年の執政官)
プブリウス・デキウス・ムス（ラテン語: Publius Decius Mus、紀元前3世紀、生没年不明）は共和政ローマのプレブス出身の政治家・将軍。祖父、父共に自軍の勝利のために自らを生け贄に捧げた伝説を持つ。

## 経歴

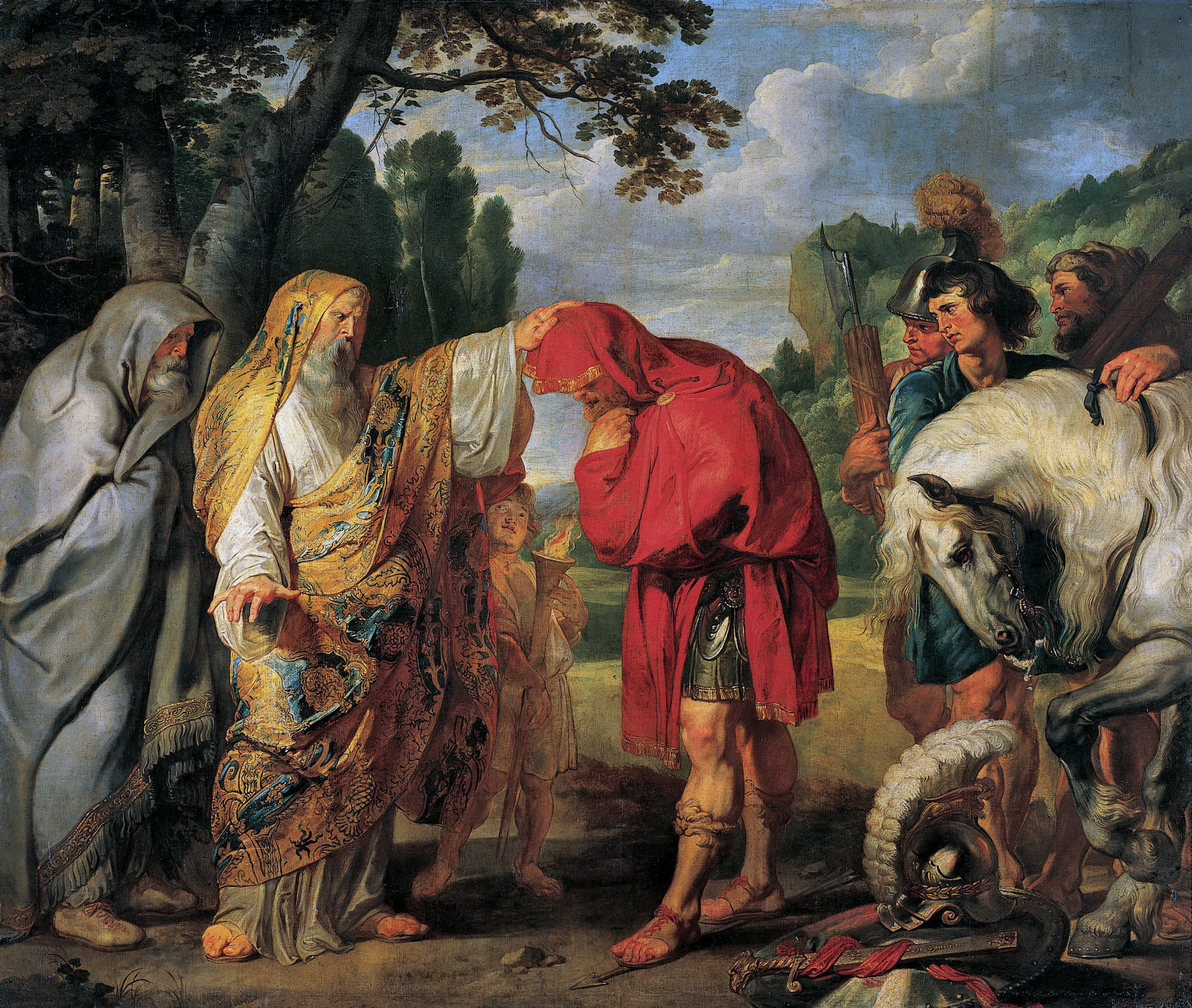
一族の伝説を描いたルーベンス画、『デキウス・ムスの聖別』（1616-1617年）

### 最初のコンスルシップ
デキウスは同名の父親の子であり、紀元前279年に執政官となった。同年のアスクルムの戦いでエピロス王ピュロスと戦い、敗れはしたものの、キケロが「敵の武器に身を投げ出」したと述べたように奮戦し、後に「ピュロスの勝利」と言われるほどに敵に多くの損害を強いた。

### 二度目のコンスルシップ
紀元前265年、ウォルシニでは解放奴隷が当地の元老院の実権を握り、元の主人を過酷に扱っていたためローマへ救援を求めた。派遣された彼は解放奴隷の多くを殺し、残りは再び奴隷として元の主人に戻したという。ヨハネス・ゾナラスなどの記録によると、最初当年の執政官クィントゥス・ファビウス・マクシムス・グルゲスが送り込まれたものの、負傷し死亡してしまったため、デキウスが補充執政官として選出され代わりに送り込まれた。

## 註
1. ↑  キケロ, I. 37
2. ↑  プルタルコス, 「ピュロス」, 21
3. ↑  アウレリウス・ウィクトル, 36